# فيل راي
فيل راي (بالإنجليزية: Phil Ray)‏ (21 نوفمبر 1964 في المملكة المتحدة - ) هو لاعب كرة قدم بريطاني في مركز الدفاع. لعب مع نادي بيرنلي ونادي هارتلبول يونايتد.